# World Games 2017/Teilnehmer (Frankreich)
| Gelbes Symbol für Goldmedaillen mit stilisierten Olympischen Ringen | Graues Symbol für Silbermedaillen mit stilisierten Olympischen Ringen | Braundes Symbol für Bronzemedaillen mit stilisierten Olympischen Ringen |
| ------------------------------------------------------------------- | --------------------------------------------------------------------- | ----------------------------------------------------------------------- |
| 14                                                                  | 14                                                                    | 15                                                                      |

Frankreich nahm in Breslau an den World Games 2017 teil. Die französische Delegation bestand aus 184 Athleten.

## Medaillengewinner

### Gold
| Name | Sportart            | Wettkampf                         |
| --- | ------------------- | --------------------------------- |
| Caroline Bourriaud | Boules              | Péntaque Einzel                   |
| Henri Lacroix | Boules              | Péntaque Einzel                   |
| Guillaume Abelfo | Boules              | Schießspiel                       |
| Barbara Barthet | Boules              | Schießspiel                       |
| Séverine Nébié | Jiu Jitsu           | 62 kg Fighting                    |
| Alexandre Fromange | Jiu Jitsu           | +94 kg Fighting                   |
| Abbas Haïda Raza | Jiu Jitsu           | 69 kg Ne-Waza                     |
| Alexandra Recchia | Karate              | Kumite 50 kg                      |
| Steven Da Costa | Karate              | Kumite 67 kg                      |
| Justine Weyders | Rettungsschwimmen   | 100 m Retten mit Flossen und Gurt |
| Margaux Fabre Léna Bousquin Justine Weyders Magali Rousseau Delphine Dulat | Rettungsschwimmen   | 4 × 50 m Hindernisstaffel         |
| Gwendal Le Pivert | Inline-Speedskating | 500 m Sprint Straße               |
| Elton de Souza | Inline-Speedskating | 15.000 m Rennen Bahn              |
| Camille Serme | Squash              | Einzel                            |
| Armel Ahidazan Jefferson Alexandre Anthony Alix Nyohor Badiane Murphy Balame Putu Vincent Begou Mehdi Bekheira Olivier Bordin Pierre Courageux Aymeric Dethelot Yann Dika Balotoken Jérémy Duponchelle Paul Durand Jean-Philippe Eldin Matthieu Fayard Jean Amour Fazer Victor Ferrier Stéphane Fortes Valentin Gnahoua Claudio Jacquin Andrew James Souleymane Karamoko Nicolas Khandar Alexandre Le Gallo Sandy Marcin Averdie Mizius Arnaud Montgenie Robin Mouton Kevin Mwamba Giovanni Nanguy Willy Nkishi Bastien Pereira – Maxime Roger Etienne Roudel Sébastien Sejean Brice Rontet Robin Sebeille Nelson Tsimi Nguendjo Yepmo Charles de la Roque Pierrick Autret Romain Faucon Jean-Alphonse Edris Raphaël Kidari | American Football   | Mannschaft                        |
| Zakaria Laaouatni | Kickboxen           | K1 75 kg                          |

### Silber
| Name | Sportart           | Wettkampf                              |
| --- | ------------------ | -------------------------------------- |
| Suzy Marie | Boules             | Präzisions-Schießspiel                 |
| Annie Chevalier Mélissa Ledormeur Claire Moal Aline Roulland Julie Roux Valérie Sibioude Naïs Zanfini Rose-Marie Pierre | Kanupolo           | Mannschaft                             |
| Laure Beauchet | Jiu Jitsu          | 55 kg Fighting                         |
| Chloé Lalande | Jiu Jitsu          | 70 kg Fighting                         |
| Frédéric Husson | Jiu Jitsu          | +94 kg Ne-Waza                         |
| Justine Weyders | Rettungsschwimmen  | 100 m Schwimmen und Retten mit Flossen |
| Hassan El Belghiti | Kraftdreikampf     | Leichtgewicht                          |
| Jérome Salley Roman De Preval Lambert Hamon Jean François Ladonne Maxime Langlois Jean-François Ladonne Romain Horrut Geoffroy Tijou Antoine Rage Clément Belot Baptiste Bouchut Renaud Crigner Karl Gabillet Jeremy Lapresa Jolan Mogniat Duclos | Inlinehockey       | Mannschaft                             |
| Pierre Meriel | Rollschuhkunstlauf | Frei                                   |
| Anouck Jaubert | Sportklettern      | Speedklettern                          |
| Grégoire Marche | Squash             | Einzel                                 |
| Clémentine Lucine | Wasserski          | Slalom                                 |
| Clémentine Lucine | Wasserski          | Trickfahren                            |
| Pierre Ballon | Wasserski          | Trickfahren                            |

### Bronze
| Name                                                           | Sportart            | Wettkampf                 |
| -------------------------------------------------------------- | ------------------- | ------------------------- |
| Tom Jourdan Florian Bugalho Maxime Decker-Breitel              | Aerobic             | Trio                      |
| Anne Maillard Caroline Bourriaud                               | Boules              | Péntaque Doppel           |
| Elena Slikhova Charles-Guillaume Schmitt                       | Tanzen              | Latein                    |
| Jérémie Badré Thomas Vilaceca Gaëtan Quirin Florian Laclaustra | Rettungsschwimmen   | 4 × 50 m Hindernisstaffel |
| Marine Portet Nathanaël Fouloy                                 | Rollschuhkunstlauf  | Paar                      |
| Mathieu Castagnet                                              | Squash              | Einzel                    |
| Fanny Gibert                                                   | Sportklettern       | Bouldern                  |
| Julia Chanourdie                                               | Sportklettern       | Schwierigkeitsklettern    |
| Elton de Souza                                                 | Inline-Speedskating | 1000 m Sprint             |
| Gwendal Le Pivert                                              | Inline-Speedskating | 300 m Zeitfahren Bahn     |
| Gwendal Le Pivert                                              | Inline-Speedskating | 200 m Zeitfahren Straße   |
| Margaux Fabre                                                  | Rettungsschwimmen   | 200 m Hindernisschwimmen  |
| Sandy Scordo                                                   | Karate              | Kata                      |
| Anne-Laure Florentin                                           | Karate              | +68 kg Kumite             |
| Grégory Chirat                                                 | Boules              | Präzisions-Schießspiel    |

## Teilnehmer nach Sportarten

### Aerobic
| Athleten                                                                             | Wettbewerb | Qualifikation | Qualifikation | Finale | Finale | Rang |
| Athleten                                                                             | Wettbewerb | Punkte        | Platz         | Punkte | Platz  | Rang |
| ------------------------------------------------------------------------------------ | ---------- | ------------- | ------------- | ------ | ------ | ---- |
| Mixed                                                                                |            |               |               |        |        |      |
| Tom Jourdan Florian Bugalho Maxime Decker-Breitel                                    | Trio       |               |               |        |        |      |
| Tom Jourdan Florian Bugalho Maxime Decker-Breitel Louise Elen Le Mesle Gavin Jourdan | Gruppe     |               |               |        |        |      |

### American Football
| Wettbewerb  | Männer |
| ----------- | --- |
| Athleten    | Armel Ahidazan Jefferson Alexandre Anthony Alix Nyohor Badiane Murphy Balame Putu Vincent Begou Mehdi Bekheira Olivier Bordin Pierre Courageux Aymeric Dethelot Yann Dika Balotoken Jérémy Duponchelle Paul Durand Jean-Philippe Eldin Matthieu Fayard Jean Amour Fazer Victor Ferrier Stéphane Fortes Valentin Gnahoua Claudio Jacquin Andrew James Souleymane Karamoko Nicolas Khandar Alexandre Le Gallo Sandy Marcin Averdie Mizius Arnaud Montgenie Robin Mouton Kevin Mwamba Giovanni Nanguy Willy Nkishi Bastien Pereira – Maxime Roger Etienne Roudel Sébastien Sejean Brice Rontet Robin Sebeille Nelson Tsimi Nguendjo Yepmo Charles de la Roque Pierrick Autret Romain Faucon Jean-Alphonse Edris Raphaël Kidari |
| Trainer     | Patrick Esume |
| Halbfinale  | |
| Finale      | |
| Platzierung | |

### Boules
| Athleten                         | Wettbewerb             | Qualifikation | Qualifikation | Halbfinale | Halbfinale | Finale           | Finale           | Rang |
| Athleten                         | Wettbewerb             | Punkte        | Rang          | Gegner     | Ergebnis   | Punkte           | Rang             | Rang |
| -------------------------------- | ---------------------- | ------------- | ------------- | ---------- | ---------- | ---------------- | ---------------- | ---- |
| Frauen                           |                        |               |               |            |            |                  |                  |      |
| Caroline Bourriaud               | Péntaque Einzel        |               |               |            |            |                  |                  |      |
| Suzy Marie                       | Präzisions-Schießspiel |               |               |            |            |                  |                  |      |
| Barbara Barthet                  | Schießspiel            |               |               | abgesagt   |            |                  |                  |      |
| Männer                           |                        |               |               |            |            |                  |                  |      |
| Henri Lacroix                    | Péntaque Einzel        |               |               |            |            |                  |                  |      |
| Grégory Chirat                   | Präzisions-Schießspiel |               |               |            |            |                  |                  |      |
| Guillaume Abelfo                 | Schießspiel            |               |               | abgesagt   |            |                  |                  |      |
| Athleten                         | Wettbewerb             | Vorrunde      | Vorrunde      | Halbfinale | Halbfinale | Finale / Platz 3 | Finale / Platz 3 | Rang |
| Athleten                         | Wettbewerb             | Gegner        | Ergebnis      | Gegner     | Ergebnis   | Gegner           | Ergebnis         | Rang |
| Frauen                           |                        |               |               |            |            |                  |                  |      |
| Henri Lacroix Philippe Quintais  | Péntaque Doppel        |               |               |            |            |                  |                  |      |
| Henri Lacroix Philippe Quintais  | Péntaque Doppel        |               |               |            |            |                  |                  |      |
| Henri Lacroix Philippe Quintais  | Péntaque Doppel        |               |               |            |            |                  |                  |      |
| Anne Maillard Caroline Bourriaud | Péntaque Doppel        |               |               |            |            |                  |                  |      |
| Anne Maillard Caroline Bourriaud | Péntaque Doppel        |               |               |            |            |                  |                  |      |
| Anne Maillard Caroline Bourriaud | Péntaque Doppel        |               |               |            |            |                  |                  |      |

### Feldbogenschießen
| Athleten                        | Wettbewerb          | Qualifikation | Qualifikation | Ausscheidungsrunde | Ausscheidungsrunde | Sechzehntelfinale | Sechzehntelfinale | Achtelfinale | Achtelfinale | Viertelfinale | Viertelfinale | Halbfinale | Halbfinale | Finale | Finale   | Rang |
| Athleten                        | Wettbewerb          | Ringe         | Rang          | Gegner             | Ergebnis           | Gegner            | Ergebnis          | Gegner       | Ergebnis     | Gegner        | Ergebnis      | Gegner     | Ergebnis   | Gegner | Ergebnis | Rang |
| ------------------------------- | ------------------- | ------------- | ------------- | ------------------ | ------------------ | ----------------- | ----------------- | ------------ | ------------ | ------------- | ------------- | ---------- | ---------- | ------ | -------- | ---- |
| Frauen                          |                     |               |               |                    |                    |                   |                   |              |              |               |               |            |            |        |          |      |
| Eliette Lalouer                 | Blankbogen          |               |               |                    |                    |                   |                   |              |              |               |               |            |            |        |          |      |
| Chantal Porte                   | Blankbogen          |               |               |                    |                    |                   |                   |              |              |               |               |            |            |        |          |      |
| Amélie Sancenot                 | Compoundbogen       |               |               |                    |                    |                   |                   |              |              |               |               |            |            |        |          |      |
| Männer                          |                     |               |               |                    |                    |                   |                   |              |              |               |               |            |            |        |          |      |
| Olivier Roy                     | Blankbogen          |               |               |                    |                    |                   |                   |              |              |               |               |            |            |        |          |      |
| Dominique Genet                 | Compoundbogen       |               |               |                    |                    |                   |                   |              |              |               |               |            |            |        |          |      |
| Sébastien Peineau               | Compoundbogen       |               |               |                    |                    |                   |                   |              |              |               |               |            |            |        |          |      |
| Jean-Charles Valladont          | Recurvebogen        |               |               |                    |                    |                   |                   |              |              |               |               |            |            |        |          |      |
| Mixed                           |                     |               |               |                    |                    |                   |                   |              |              |               |               |            |            |        |          |      |
| Amélie Sancenot Dominique Genet | Compound Mannschaft | –             | –             | –                  | –                  | –                 | –                 | –            | –            |               |               |            |            |        |          |      |

### Flossenschwimmen
| Athleten       | Wettbewerb         | Finale | Finale | Rang |
| Athleten       | Wettbewerb         | Zeit   | Rang   | Rang |
| -------------- | ------------------ | ------ | ------ | ---- |
| Männer         |                    |        |        |      |
| Nicolas Cochou | 50 m Tauchen       |        |        |      |
| Clément Becq   | 50 m Doppelflosse  |        |        |      |
| Clément Becq   | 100 m Doppelflosse |        |        |      |
| Alexandre Noir | 4 × 100 m Staffel  |        |        |      |

### Indoor-Rudern
| Athleten        | Wettbewerb                  | Zeit | Rang |
| --------------- | --------------------------- | ---- | ---- |
| Frauen          |                             |      |      |
| Diane Delalleau | 500 m Offene Gewichtsklasse |      |      |

### Inlinehockey
| Wettbewerb   | Männer |
| ------------ | --- |
| Athleten     | Jérome Salley Roman De Preval Lambert Hamon Jean François Ladonne Maxime Langlois Romain Horrut Geoffroy Tijou Antoine Rage Clément Belot Baptiste Bouchut Renaud Crigner Karl Gabillet Jeremy Lapresa Jolan Mogniat Duclos |
| Gruppenphase | |
| Halbfinale   | |
| Finale       | |
| Platzierung  | |

### Inline-Speedskating

#### Bahn
| Athleten           | Wettbewerb           | Qualifikation | Qualifikation | Viertelfinale | Viertelfinale | Halbfinale | Halbfinale | Finale      | Finale | Rang |
| Athleten           | Wettbewerb           | Zeit          | Rang          | Zeit          | Rang          | Zeit       | Rang       | Zeit/Punkte | Rang   | Rang |
| ------------------ | -------------------- | ------------- | ------------- | ------------- | ------------- | ---------- | ---------- | ----------- | ------ | ---- |
| Frauen             |                      |               |               |               |               |            |            |             |        |      |
| Clémence Halbout   | 500 m Sprint         | –             | –             |               |               |            |            |             |        |      |
| Juliette Pouydebat | 1000 m Sprint        | –             | –             |               |               |            |            |             |        |      |
| Clémence Halbout   | 1000 m Sprint        | –             | –             |               |               |            |            |             |        |      |
| Juliette Pouydebat | 10000 m Punkterennen | –             | –             | –             | –             | –          | –          |             |        |      |
| Clémence Halbout   | 10000 m Punkterennen | –             | –             | –             | –             | –          | –          |             |        |      |
| Juliette Pouydebat | 15000 m Rennen       | –             | –             | –             | –             | –          | –          |             |        |      |
| Clémence Halbout   | 15000 m Rennen       | –             | –             | –             | –             | –          | –          |             |        |      |
| Männer             |                      |               |               |               |               |            |            |             |        |      |
| Elton de Souza     | 300 m Zeitfahren     |               |               |               |               |            |            |             |        |      |
| Gwendal Le Pivert  | 300 m Zeitfahren     |               |               | –             | –             | –          | –          |             |        |      |
| Elton de Souza     | 500 m Sprint         | –             | –             |               |               |            |            |             |        |      |
| Gwendal Le Pivert  | 500 m Sprint         | –             | –             |               |               |            |            |             |        |      |
| Elton de Souza     | 1000 m Sprint        | –             | –             |               |               |            |            |             |        |      |
| Gwendal Le Pivert  | 1000 m Sprint        | –             | –             |               |               |            |            |             |        |      |
| Ewen Fernandez     | 1000 m Sprint        | –             | –             |               |               |            |            |             |        |      |
| Elton de Souza     | 10000 m Punkterennen | –             | –             | –             | –             | –          | –          |             |        |      |
| Ewen Fernandez     | 10000 m Punkterennen | –             | –             | –             | –             | –          | –          |             |        |      |
| Elton de Souza     | 15000 m Rennen       | –             | –             | –             | –             | –          | –          |             |        |      |
| Ewen Fernandez     | 15000 m Rennen       | –             | –             | –             | –             | –          | –          |             |        |      |

#### Straße
| Athleten           | Wettbewerb           | Qualifikation | Qualifikation | Viertelfinale | Viertelfinale | Halbfinale | Halbfinale | Finale      | Finale | Rang |
| Athleten           | Wettbewerb           | Zeit          | Rang          | Zeit          | Rang          | Zeit       | Rang       | Zeit/Punkte | Rang   | Rang |
| ------------------ | -------------------- | ------------- | ------------- | ------------- | ------------- | ---------- | ---------- | ----------- | ------ | ---- |
| Frauen             |                      |               |               |               |               |            |            |             |        |      |
| Mélissa Bellet     | 200 m Zeitfahren     |               |               |               |               |            |            |             |        |      |
| Mélissa Bellet     | 500 m Sprint         |               |               |               |               |            |            |             |        |      |
| Juliette Pouydebat | 500 m Sprint         |               |               |               |               |            |            |             |        |      |
| Clémence Halbout   | 500 m Sprint         |               |               |               |               |            |            |             |        |      |
| Juliette Pouydebat | 10000 m Punkterennen | –             | –             | –             | –             | –          | –          |             |        |      |
| Clémence Halbout   | 10000 m Punkterennen | –             | –             | –             | –             | –          | –          |             |        |      |
| Juliette Pouydebat | 20000 m Rennen       | –             | –             | –             | –             | –          | –          |             |        |      |
| Clémence Halbout   | 20000 m Rennen       | –             | –             | –             | –             | –          | –          |             |        |      |
| Männer             |                      |               |               |               |               |            |            |             |        |      |
| Elton de Souza     | 200 m Zeitfahren     |               |               | –             | –             | –          | –          |             |        |      |
| Gwendal Le Pivert  | 200 m Zeitfahren     |               |               | –             | –             | –          | –          |             |        |      |
| Elton de Souza     | 500 m Sprint         |               |               |               |               |            |            |             |        |      |
| Gwendal Le Pivert  | 500 m Sprint         |               |               |               |               |            |            |             |        |      |
| Ewen Fernandez     | 10000 m Punkterennen | –             | –             | –             | –             | –          | –          |             |        |      |
| Elton de Souza     | 10000 m Punkterennen | –             | –             | –             | –             | –          | –          |             |        |      |
| Gwendal Le Pivert  | 10000 m Punkterennen | –             | –             | –             | –             | –          | –          |             |        |      |
| Ewen Fernandez     | 20000 m Rennen       | –             | –             | –             | –             | –          | –          |             |        |      |
| Elton de Souza     | 20000 m Rennen       | –             | –             | –             | –             | –          | –          |             |        |      |
| Gwendal Le Pivert  | 20000 m Rennen       | –             | –             | –             | –             | –          | –          |             |        |      |

### Jiu Jitsu
| Athleten           | Wettbewerb      | Vorrunde | Vorrunde | Vorrunde | Vorrunde | Achtelfinale | Achtelfinale | Viertelfinale | Viertelfinale | Halbfinale | Halbfinale | Finale / Platz 3 | Finale / Platz 3 | Rang |
| Athleten           | Wettbewerb      | Gegner   | Ergebnis | Gegner   | Ergebnis | Gegner       | Ergebnis     | Gegner        | Ergebnis      | Gegner     | Ergebnis   | Gegner           | Ergebnis         | Rang |
| ------------------ | --------------- | -------- | -------- | -------- | -------- | ------------ | ------------ | ------------- | ------------- | ---------- | ---------- | ---------------- | ---------------- | ---- |
| Frauen             |                 |          |          |          |          |              |              |               |               |            |            |                  |                  |      |
| Laure Beauchet     | 55 kg Fighting  |          |          |          |          | –            | –            | –             | –             |            |            |                  |                  |      |
| Séverine Nebie     | 62 kg Fighting  |          |          |          |          | –            | –            | –             | –             |            |            |                  |                  |      |
| Chloé Lalande      | 70 kg Fighting  |          |          |          |          | –            | –            | –             | –             |            |            |                  |                  |      |
| Séverine Nébié     | Open Ne-Waza    | –        | –        | –        | –        | –            | –            |               |               |            |            |                  |                  |      |
| Chloé Lalande      | Open Ne-Waza    | –        | –        | –        | –        | –            | –            |               |               |            |            |                  |                  |      |
| Männer             |                 |          |          |          |          |              |              |               |               |            |            |                  |                  |      |
| Kunsa Bi Aku Percy | 77 kg Fighting  |          |          |          |          | –            | –            | –             | –             |            |            |                  |                  |      |
| Alexandre Fromange | +94 kg Fighting |          |          |          |          | –            | –            | –             | –             |            |            |                  |                  |      |
| Abbas Haïda Raza   | 69 kg Ne-Waza   | –        | –        | –        | –        | –            | –            | –             | –             |            |            |                  |                  |      |
| Frédéric Husson    | +94 kg Ne-Waza  |          |          |          |          | –            | –            | –             | –             |            |            |                  |                  |      |
| Abbas Haïda Raza   | Open Ne-Waza    | –        | –        | –        | –        |              |              |               |               |            |            |                  |                  |      |

### Kanupolo
| Wettbewerb   | Frauen | Männer |
| ------------ | --- | --- |
| Athleten     | Annie Chevalier Mélissa Ledormeur Claire Moal Aline Roulland Julie Roux Valérie Sibioude Naïs Zanfini Rose-Marie Pierre | Patrice Belat Christophe Belat Hugo Ezmiro Camille Richer Baptiste Cotta David Linet Léo Manneheut Frank Besson |
| Gruppenphase | | |
| Halbfinale   | | |
| Finale       | | |
| Platzierung  | | |

### Karate
| Athleten          | Wettbewerb    | Vorrunde          | Vorrunde | Vorrunde           | Vorrunde | Vorrunde             | Vorrunde    | Halbfinale           | Halbfinale    | Finale / Platz 3  | Finale / Platz 3 | Rang          |
| Athleten          | Wettbewerb    | Gegner            | Ergebnis | Gegner             | Ergebnis | Gegner               | Ergebnis    | Gegner               | Ergebnis      | Gegner            | Ergebnis         | Rang          |
| ----------------- | ------------- | ----------------- | -------- | ------------------ | -------- | -------------------- | ----------- | -------------------- | ------------- | ----------------- | ---------------- | ------------- |
| Frauen            |               |                   |          |                    |          |                      |             |                      |               |                   |                  |               |
| Alexandra Recchia | Kumite 50 kg  | Bettina Plank     | 1:0      | Serap Özçelik      | 0:0      | Kateryna Kryva       | 1:0         | Magdalena Nowakowska | 4:1           | Miho Miyahara     | 6:4              | Gold          |
| Emilie Thouy      | Kumite 55 kg  | Tzu-Yun Wen       | 1:0      | Dorota Banasczcyk  | 1:0      | Tmeika Knapp         | 0:4         | Valeria Kumizaki     | 1:1           | Sara Cardin       | 2:3              | 4             |
| Lucie Ignace      | Kumite 61 kg  | Justyna Gradowska | 2:1      | Ingrida Suchankova | 0:4      | –                    | –           | ausgeschieden        | ausgeschieden | ausgeschieden     | ausgeschieden    | ausgeschieden |
| Anne Florentin    | Kumite +68 kg | Berenika Przadka  | 3:1      | Ayumi Uekusa       | 0:3      | –                    | –           | Hamideh Abbasali     | 1:5           | Isabela Rodrigues | 2:0              | Bronze        |
| Sandy Scordo      | Kata          | Sakura Kokumai    | 3:2      | Alexandrea Anacan  | 5:0      | Olga Chmielewska     | 5:0         | Sandra Sanchez Jaime | 0:5           | Sakura Kokumai    | 5:0              | Bronze        |
| Männer            |               |                   |          |                    |          |                      |             |                      |               |                   |                  |               |
| Sofiane Agoudjil  | Kumite 60 kg  | Maciej Drazweski  | 5:0      | Amir Mehdizadeh    | 1:3      | Douglas Santos Brose | 0:0 Hansoku | ausgeschieden        | ausgeschieden | ausgeschieden     | ausgeschieden    | ausgeschieden |
| Steven Da Costa   | Kumite 67 kg  | Deivis Ferreras   | 3:1      | Andres Madera      | 7:0      | –                    | –           | Abdelatif Benkhaled  | 5:2           | Jordan Thomas     | 0:0 Hantei       | Gold          |
| Kévyn Pognon      | Kumite 84 kg  | Ugur Aktas        | 2:5      | Gogita Arkania     | 0:6      | Zabiollah Poorshab   | 0:2         | ausgeschieden        | ausgeschieden | ausgeschieden     | ausgeschieden    | ausgeschieden |
| Kenny Guillem     | Kumite +84 kg | Michal Babos      | 0:3      | Andjelo Kvesic     | 0:3      | Achraf Ouchen        | 4:9         | ausgeschieden        | ausgeschieden | ausgeschieden     | ausgeschieden    | ausgeschieden |
| Vu Duc Minh Dack  | Kata          | Bartosz Maczka    | 5:0      | Ahmed Shawky       | 3:2      | Antonio Diaz         | 0:5         | Ryo Kiyuna           | 0:5           | Antonio Diaz      | 1:4              | 4             |

### Kickboxen
| Athleten          | Wettbewerb | Viertelfinale      | Viertelfinale | Halbfinale    | Halbfinale | Finale / Platz 3  | Finale / Platz 3 | Rang |
| Athleten          | Wettbewerb | Gegner             | Ergebnis      | Gegner        | Ergebnis   | Gegner            | Ergebnis         | Rang |
| ----------------- | ---------- | ------------------ | ------------- | ------------- | ---------- | ----------------- | ---------------- | ---- |
| Männer            |            |                    |               |               |            |                   |                  |      |
| Zakaria Laaouatni | K1 75 kg   | Alexandru Bejenaru | 3:0           | Wallace Lopes | 3:0        | Michal Ronkiewicz | 3:0              | Gold |

### Kraftdreikampf
| Athleten           | Wettbewerb    | Kniebeugen (kg) | Bankdrücken (kg) | Kreuzheben (kg) | Gesamt (kg) | Punkte | Rang |
| ------------------ | ------------- | --------------- | ---------------- | --------------- | ----------- | ------ | ---- |
| Frauen             |               |                 |                  |                 |             |        |      |
| Vanessa Martin     | Leichtgewicht |                 |                  |                 |             |        |      |
| Männer             |               |                 |                  |                 |             |        |      |
| Hassan El Belghiti | Leichtgewicht |                 |                  |                 |             |        |      |
| Sofiane Belkesir   | Schwergewicht |                 |                  |                 |             |        |      |

### Luftsport
| Athleten          | Wettbewerb       | Runde 1 | Runde 2 | Runde 3 | Runde 4 | Runde 5 | Runde 6 | Runde 7 | Runde 8 | Runde 9 | Runde 10 | Runde 11 | Runde 12 | Gesamt | Rang |
| ----------------- | ---------------- | ------- | ------- | ------- | ------- | ------- | ------- | ------- | ------- | ------- | -------- | -------- | -------- | ------ | ---- |
| Männer            |                  |         |         |         |         |         |         |         |         |         |          |          |          |        |      |
| Daniel Serres     | Segelkunstflug   |         |         |         |         | –       | –       | –       | –       | –       | –        | –        | –        |        |      |
| Mixed             |                  |         |         |         |         |         |         |         |         |         |          |          |          |        |      |
| Alexandre Mateos  | Paramotor Slalom |         |         |         |         |         |         |         |         |         | –        | –        | –        |        |      |
| Marie Mateos      | Paramotor Slalom |         |         |         |         |         |         |         |         |         | –        | –        | –        |        |      |
| Nicolas Aubert    | Paramotor Slalom |         |         |         |         |         |         |         |         |         | –        | –        | –        |        |      |
| Jérémy Penone     | Paramotor Slalom |         |         |         |         |         |         |         |         |         | –        | –        | –        |        |      |
| Cédric Veiga Rios | Swooping         |         |         |         |         |         |         |         |         |         |          |          |          |        |      |
| Eric Philippe     | Swooping         |         |         |         |         |         |         |         |         |         |          |          |          |        |      |

### Muay Thai
| Athleten          | Wettbewerb | Viertelfinale    | Viertelfinale | Halbfinale    | Halbfinale    | Finale        | Finale        | Rang          |
| Athleten          | Wettbewerb | Gegner           | Ergebnis      | Gegner        | Ergebnis      | Gegner        | Ergebnis      | Rang          |
| ----------------- | ---------- | ---------------- | ------------- | ------------- | ------------- | ------------- | ------------- | ------------- |
| Frauen            |            |                  |               |               |               |               |               |               |
| Myriame Djedidi   | 51 kg      | Apasara Koson    | 28:29         | ausgeschieden | ausgeschieden | ausgeschieden | ausgeschieden | ausgeschieden |
| Juliette Lacroix  | 75 kg      | Valeria Drozdova | 27:30         | ausgeschieden | ausgeschieden | ausgeschieden | ausgeschieden | ausgeschieden |
| Männer            |            |                  |               |               |               |               |               |               |
| Johane Beausejour | 75 kg      | Troy Jones       | 28:29         | ausgeschieden | ausgeschieden | ausgeschieden | ausgeschieden | ausgeschieden |

### Orientierungslauf
| Athleten                                                        | Wettbewerb    | Zeit | Rang |
| --------------------------------------------------------------- | ------------- | ---- | ---- |
| Frauen                                                          |               |      |      |
| Lauriane Beauvisage                                             | Sprint        |      |      |
| Isia Basset                                                     | Sprint        |      |      |
| Lauriane Beauvisage                                             | Mittelstrecke |      |      |
| Isia Basset                                                     | Mittelstrecke |      |      |
| Männer                                                          |               |      |      |
| Lucas Basset                                                    | Sprint        |      |      |
| Frédéric Tranchand                                              | Sprint        |      |      |
| Lucas Basset                                                    | Mittelstrecke |      |      |
| Frédéric Tranchand                                              | Mittelstrecke |      |      |
| Mixed                                                           |               |      |      |
| Isia Basset Frédéric Tranchand Lucas Basset Lauriane Beauvisage | Staffel       |      |      |

### Rettungsschwimmen
| Athleten                                                                                             | Wettbewerb                             | Vorlauf | Vorlauf | Finale | Finale | Rang |
| Athleten                                                                                             | Wettbewerb                             | Zeit    | Rang    | Zeit   | Rang   | Rang |
| --- | -------------------------------------- | ------- | ------- | ------ | ------ | ---- |
| Frauen                                                                                               |                                        |         |         |        |        |      |
| Margaux Fabre                                                                                        | 50 m Retten einer Puppe                |         |         |        |        |      |
| Justine Weyders                                                                                      | 100 m Schwimmen und Retten mit Flossen |         |         |        |        |      |
| Magali Rousseau                                                                                      | 100 m Schwimmen und Retten mit Flossen |         |         |        |        |      |
| Justine Weyders                                                                                      | 100 m Retten mit Flossen und Gurt      |         |         |        |        |      |
| Margaux Fabre                                                                                        | 200 m Hindernisschwimmen               |         |         |        |        |      |
| Margaux Fabre                                                                                        | 200 m Super Lifesaver                  |         |         |        |        |      |
| Magali Rousseau                                                                                      | 200 m Super Lifesaver                  |         |         |        |        |      |
| Margaux Fabre Justine Weyders Magali Rousseau Delphine Dulat                                         | 4 × 25 m Puppenstaffel                 |         |         |        |        |      |
| Margaux Fabre (im Finale) Léna Bousquin Justine Weyders Magali Rousseau Delphine Dulat (im Vorlauf)  | 4 × 50 m Hindernisstaffel              |         |         |        |        |      |
| Margaux Fabre Léna Bousquin Justine Weyders Magali Rousseau                                          | 4 × 50 m Gurtretterstaffel             |         |         |        |        |      |
| Männer                                                                                               |                                        |         |         |        |        |      |
| Antoine Thos                                                                                         | 100 m Schwimmen und Retten mit Flossen |         |         |        |        |      |
| Antoine Thos                                                                                         | 100 m Retten mit Flossen und Gurt      |         |         |        |        |      |
| Thomas Vilaceca                                                                                      | 200 m Hindernisschwimmen               |         |         |        |        |      |
| Thomas Vilaceca                                                                                      | 200 m Super Lifesaver                  |         |         |        |        |      |
| Thomas Vilaceca Gaëtan Quirin Florian Laclaustra Antoine Thos (im Finale) Jérémie Badré (im Vorlauf) | 4 × 25 m Puppenstaffel                 |         |         |        |        |      |
| Jérémie Badré Thomas Vilaceca Gaëtan Quirin Florian Laclaustra                                       | 4 × 50 m Hindernisstaffel              |         |         |        |        |      |
| Jérémie Badré Gaëtan Quirin Antoine Thos Florian Laclaustra (im Finale) Thomas Vilaceca (im Vorlauf) | 4 × 50 m Gurtretterstaffel             |         |         |        |        |      |

### Rhythmische Sportgymnastik
| Athleten            | Wettbewerb | Qualifikation | Qualifikation | Finale | Finale | Rang |
| Athleten            | Wettbewerb | Punkte        | Rang          | Punkte | Rang   | Rang |
| ------------------- | ---------- | ------------- | ------------- | ------ | ------ | ---- |
| Frauen              |            |               |               |        |        |      |
| Kseniya Moustafaeva | Ball       |               |               |        |        |      |
| Kseniya Moustafaeva | Kegel      |               |               |        |        |      |
| Kseniya Moustafaeva | Reifen     |               |               |        |        |      |
| Kseniya Moustafaeva | Schleife   |               |               |        |        |      |

### Rollschuhkunstlauf
| Athleten                       | Wettbewerb | Short Programm / Style Dance | Long Programm / Free Dance | Rang |
| ------------------------------ | ---------- | ---------------------------- | -------------------------- | ---- |
| Männer                         |            |                              |                            |      |
| Pierre Mériel                  | Frei       |                              |                            |      |
| Mixed                          |            |                              |                            |      |
| Camelia Cherifi Thomas Picard  | Paar       |                              |                            |      |
| Marine Portet Nathanaël Fouloy | Paar       |                              |                            |      |
| Guillaume Wagner Isaline Dyba  | Tanz       |                              |                            |      |

### Sportklettern
| Athleten          | Wettbewerb             | Qualifikation | Qualifikation | Finale            | Finale        | Rang            | Rang          | Rang          | Rang          | Rang          |
| Athleten          | Wettbewerb             | Ergebnis      | Rang          | Ergebnis          | Rang          | Rang            | Rang          | Rang          | Rang          | Rang          |
| ----------------- | ---------------------- | ------------- | ------------- | ----------------- | ------------- | --------------- | ------------- | ------------- | ------------- | ------------- |
| Frauen            |                        |               |               |                   |               |                 |               |               |               |               |
| Fanny Gibert      | Bouldern               |               |               |                   |               |                 |               |               |               |               |
| Julia Chanourdie  | Schwierigkeitsklettern |               |               |                   |               |                 |               |               |               |               |
| Männer            |                        |               |               |                   |               |                 |               |               |               |               |
| Manuel Cornu      | Bouldern               |               |               |                   |               |                 |               |               |               |               |
| Mickael Mawem     | Bouldern               |               |               |                   |               |                 |               |               |               |               |
| Romain Desgranges | Schwierigkeitsklettern |               |               |                   |               |                 |               |               |               |               |
| Athleten          | Wettbewerb             | Qualifikation | Qualifikation | Viertelfinale     | Viertelfinale | Halbfinale      | Halbfinale    | Finale        | Finale        | Rang          |
| Athleten          | Wettbewerb             | Ergebnis      | Rang          | Gegner            | Ergebnis      | Gegner          | Ergebnis      | Gegner        | Ergebnis      | Rang          |
| Frauen            |                        |               |               |                   |               |                 |               |               |               |               |
| Elma Fleuret      | Speedklettern          |               |               | ausgeschieden     | ausgeschieden | ausgeschieden   | ausgeschieden | ausgeschieden | ausgeschieden | ausgeschieden |
| Anouck Jaubert    | Speedklettern          |               |               | Patrycja Chudziak | 7,89:DNF      | Maria Krasavina | 7,52:7,69     | Julia Kaplina | 4,42:7,32     | Silber        |
| Männer            |                        |               |               |                   |               |                 |               |               |               |               |
| Bassa Mawem       | Speedklettern          |               |               | Marcin Dzienski   | 8,47:8,02     | ausgeschieden   | ausgeschieden | ausgeschieden | ausgeschieden | ausgeschieden |

### Squash
| Athleten          | 1. Runde         | 1. Runde | Achtelfinale     | Achtelfinale | Viertelfinale  | Viertelfinale | Halbfinale     | Halbfinale    | Finale        | Finale        | Rang          |
| Athleten          | Gegner           | Ergebnis | Gegner           | Ergebnis     | Gegner         | Ergebnis      | Gegner         | Ergebnis      | Gegner        | Ergebnis      | Rang          |
| ----------------- | ---------------- | -------- | ---------------- | ------------ | -------------- | ------------- | -------------- | ------------- | ------------- | ------------- | ------------- |
| Frauen            |                  |          |                  |              |                |               |                |               |               |               |               |
| Camille Serme     | Natalia Ryfa     | 3:0      | Alison Thomson   | 3:0          | Nadine Shahin  | 3:0           | Fiona Moverley | 3:0           | Joey Chan     | 3:0           | Gold          |
| Coline Aumard     | Csenge Kiss-Máté | 3:0      | Lisa Aitken      | 3:1          | Joey Chan      | 2:3           | ausgeschieden  | ausgeschieden | ausgeschieden | ausgeschieden | ausgeschieden |
| Männer            |                  |          |                  |              |                |               |                |               |               |               |               |
| Grégoire Marche   | Mateusz Kotra    | 3:0      | Rory Stewart     | 3:1          | Max Lee        | 3:0           | Diego Elías    | 3:0           | Simon Rösner  | 1:3           | Silber        |
| Mathieu Castagnet | Freilos          | Freilos  | Douglas Kempsell | 3:1          | Raphael Kandra | 3:2           | Simon Rösner   | 1:3           | Diego Elías   | 3:0           | Bronze        |

### Tanzen

#### Latein Tänze
| Athleten                                 | 1. Runde | 1. Runde    | 1. Runde | 1. Runde   | 1. Runde | Redance | Redance     | Redance | Redance    | Redance | Finale | Finale      | Finale | Finale     | Finale | Rang   |
| Athleten                                 | Samba    | Cha Cha Cha | Rumba    | Paso Doble | Jive     | Samba   | Cha Cha Cha | Rumba   | Paso Doble | Jive    | Samba  | Cha Cha Cha | Rumba  | Paso Doble | Jive   | Rang   |
| ---------------------------------------- | -------- | ----------- | -------- | ---------- | -------- | ------- | ----------- | ------- | ---------- | ------- | ------ | ----------- | ------ | ---------- | ------ | ------ |
| Paar                                     |          |             |          |            |          |         |             |         |            |         |        |             |        |            |        |        |
| Elena Slikhova Charles-Guillaume Schmitt | 3        | 3           | 3        | 3          | 3        | 3       | 3           | 3       | 3          | 2       | 2      | 3           | 3      | 3          | 3      | Bronze |

#### Rock ’n’ Roll
| Athleten                          | 1. Runde | 1. Runde | Hoffnungsrunde | Hoffnungsrunde | Halbfinale | Halbfinale | Finale | Finale | Rang |
| Athleten                          | Punkte   | Rang     | Punkte         | Rang           | Punkte     | Rang       | Punkte | Rang   | Rang |
| --------------------------------- | -------- | -------- | -------------- | -------------- | ---------- | ---------- | ------ | ------ | ---- |
| Paar                              |          |          |                |                |            |            |        |        |      |
| Melitine Poulios Nicolas Thevenon | 67,59    | 7        | 71,65          | 3              | 89,75      | 6          | 89,59  | 5      | 5    |

#### Salsa
| Athleten                       | 1. Runde | 1. Runde | Hoffnungsrunde | Hoffnungsrunde | Halbfinale | Halbfinale | Finale        | Finale        | Rang |
| Athleten                       | Punkte   | Rang     | Punkte         | Rang           | Punkte     | Rang       | Punkte        | Rang          | Rang |
| ------------------------------ | -------- | -------- | -------------- | -------------- | ---------- | ---------- | ------------- | ------------- | ---- |
| Paar                           |          |          |                |                |            |            |               |               |      |
| Laure Ibanez Jordan Mouillerac | 29,17    | 7        | 30,00          | 2              | 30,33      | 7          | ausgeschieden | ausgeschieden | 7    |

### Trampolinturnen
| Athleten                    | Wettbewerb       | Qualifikation | Qualifikation | Finale   | Finale | Rang |
| Athleten                    | Wettbewerb       | Ergebnis      | Rang          | Ergebnis | Rang   | Rang |
| --------------------------- | ---------------- | ------------- | ------------- | -------- | ------ | ---- |
| Männer                      |                  |               |               |          |        |      |
| Alan Bouattou Joshua Faroux | Synchronspringen |               |               |          |        |      |
| Frauen                      |                  |               |               |          |        |      |
| Marie Deloge                | Tumbling         |               |               |          |        |      |

### Wasserski
| Athleten          | Wettbewerb          | Qualifikation | Qualifikation | Finale     | Finale     | Rang                     | Rang                     | Rang     | Rang   | Rang   |
| Athleten          | Wettbewerb          | Ergebnis      | Rang          | Ergebnis   | Rang       | Rang                     | Rang                     | Rang     | Rang   | Rang   |
| ----------------- | ------------------- | ------------- | ------------- | ---------- | ---------- | ------------------------ | ------------------------ | -------- | ------ | ------ |
| Frauen            |                     |               |               |            |            |                          |                          |          |        |        |
| Clémentine Lucine | Slalom              |               |               |            |            | Silber                   | Silber                   | Silber   | Silber | Silber |
| Nancy Chardin     | Sprung              |               |               |            |            |                          |                          |          |        |        |
| Clémentine Lucine | Trickfahren         |               |               |            |            | Silber                   | Silber                   | Silber   | Silber | Silber |
| Männer            |                     |               |               |            |            |                          |                          |          |        |        |
| Pierre Ballon     | Trickfahren         |               |               |            |            | Silber                   | Silber                   | Silber   | Silber | Silber |
| Athleten          | Wettbewerb          | Viertelfinale | Viertelfinale | Halbfinale | Halbfinale | Letzte Chance Halbfinale | Letzte Chance Halbfinale | Finale   | Finale | Rang   |
| Athleten          | Wettbewerb          | Ergebnis      | Rang          | Ergebnis   | Rang       | Ergebnis                 | Rang                     | Ergebnis | Rang   | Rang   |
| Männer            |                     |               |               |            |            |                          |                          |          |        |        |
| Lucas Langlois    | Wakeboard Freestyle |               |               |            |            |                          |                          |          |        |        |
| Bryce Corrand     | Wakeboard Freestyle |               |               |            |            |                          |                          |          |        |        |